# Артуро де Кордова
Артуро де Кордова (на испански: Arturo de Córdova) е мексикански актьор.
Роден е на 7 май 1907 г. в Мерида в семейство на кубинци, което през следващите години живее дълги периоди в Съединените щати, Аржентина и Швейцария. Започва да се снима в киното през 1936 година и скоро се превръща в една от големите латиноамерикански филмови звезди. Сред най-известните филми, в които участва, са „За кого бие камбаната“ („For Whom the Bell Tolls“, 1943), „En la palma de tu mano“ (1951), „El rebozo de Soledad“ (1952), „Той“ („Él“, 1953). През 1964 година се жени за актрисата Марга Лопес.
Артуро де Кордова умира на 3 ноември 1973 година в Мексико.

## Избрана филмография
- „За кого бие камбаната“ („For Whom the Bell Tolls“, 1943)
- „En la palma de tu mano“ (1951)
- „El rebozo de Soledad“ (1952)
- „Той“ („Él“, 1953)